# Abell 2142

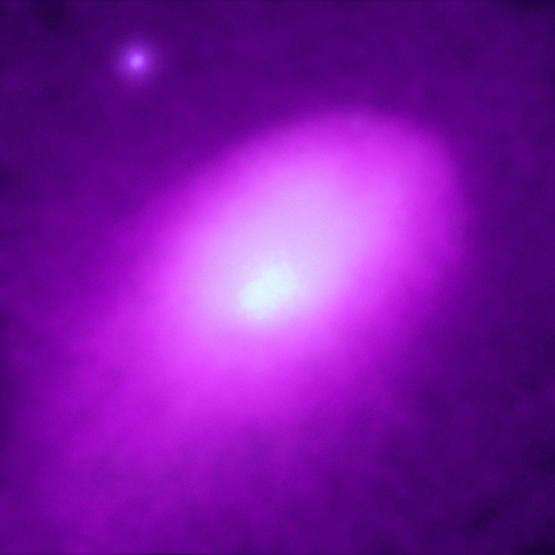
Zdjęcie gromady galaktyk Abell 2142 wykonane w zakresie promieni rentgenowskich przez Teleskop kosmiczny Chandra (kolory sztuczne).

Abell 2142 – gromada galaktyk znajdująca się w konstelacji Korony Północnej.
Gromada Abell 2142 powstała w wyniku połączenia dwóch gromad galaktyk. W rezultacie tego procesu powstała olbrzymia gromada, będąca jednym z najbardziej masywnych znanych obiektów we Wszechświecie. W pobliżu centrum powstającej gromady znajduje się koncentracja gazu o temperaturze 50 milionów stopni. Natomiast wokół centrum Abell 2142 znajduje się otoczka gazowa o temperaturze dwukrotnie wyższej. Tak wysoka temperatura powstała prawdopodobnie w wyniku uwolnienia energii w procesie łączenia dwóch gromad galaktyk.